# Мир (корабль)
«Мир» — российское учебное 3-мачтовое судно («фрегат» по принятой классификации учебных судов или «корабль» по парусному вооружению — судно с полным парусным вооружением), принадлежавшее государственному университету морского и речного флота имени адмирала С. О. Макарова (Санкт-Петербург), а с 2014 года — «Росморпорту».
«Мир» построен на верфи Гданьска (Польша) в 1987 году. Длина судна — 108,6 метра, осадка — 6,6 метра, общая площадь парусов — 2771 м², высота средней мачты — 49,5 метров. Вмещает до 200 человек.
В Польше были построены однотипные суда: «Дар молодёжи», «Дружба» для Одессы, «Мир» для Ленинграда, «Херсонес» для Севастополя, «Паллада» и «Надежда» для Владивостока.
С момента спуска на воду в 1987 году корабль неоднократно занимал призовые места на самых престижных парусных регатах (включая «Катти Сарк»). В 1992 году выиграл большую регату, посвящённую 500-летию открытия Америки.
Считается[кем?] самым быстрым парусником в мире. Официально зарегистрированная максимальная скорость под парусами — 21 узел (38,9 км/ч). В 2010 году установил рекорд средней скорости — 11,3 узла.

## Основные технические характеристики судна[3]
- Длина наибольшая (с бушпритом) — 108,6 м
- Ширина наибольшая — 14,0 м
- Максимальная осадка — 7,0 м
- Порожнее водоизмещение — 2247,3 т
- Дедвейт — 761 т
- Высота грот-мачты — 49,5 м
- Площадь парусов — 2771  м²
- Силовая установка — 2 дизельных двигателя Зульцер-Цигельский типа 6AL20/24 (6ЧН20/24) по 570 л. с. (2х419 кВт) при 750 об/мин, работающие через редуктор на винт регулируемого шага
- 2 валогенератора по 419 кВт и 1 дизель-генератор 400 кВт
- Экипаж — постоянный штатный — 49 человек и 6 руководителей практики (максимальный, включая до 144 курсантов — 199 человек)
- Запас пресной воды — 330 т
- Запас топлива — 194 т
- Скорость под двигателями — 11 узлов
- Место постройки — Гданьская судоверфь (код проекта — B810/02)
- Главный конструктор — Зигмунт Хорень (Zygmunt Choreń)

## Служба
В рамках празднования 300-летия первой морской победы русского флота над шведами у мыса Гангут, учебное судно «Мир» совершило в 2014 году духовно-патриотический поход «Военно-морскому флоту — слава», в ходе которого посетило порты Греции, Финляндии, Швеции и Турции.

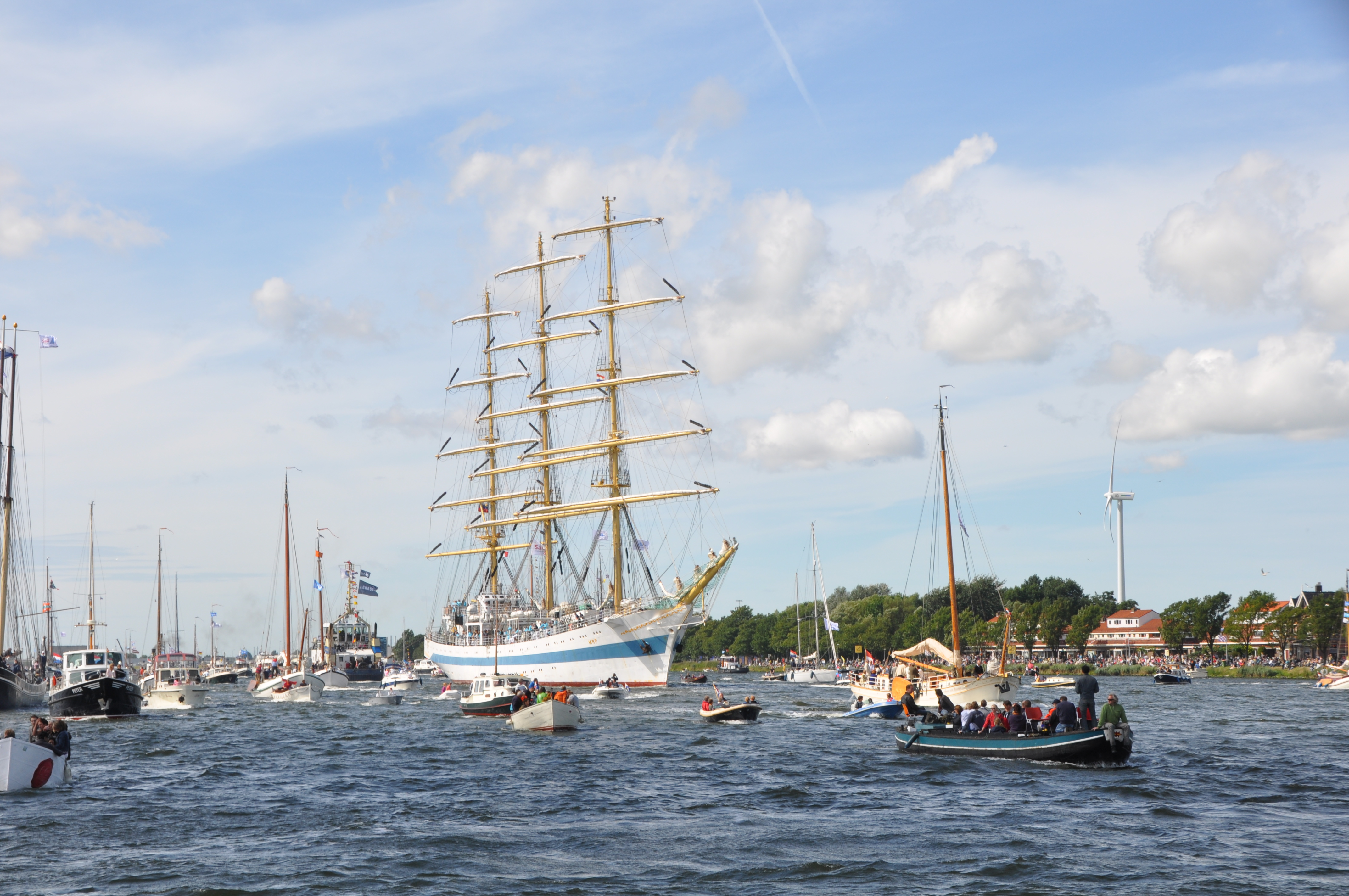
Парусник «Мир» заходит в порт Амстердама через Нордзе-канал, 2010
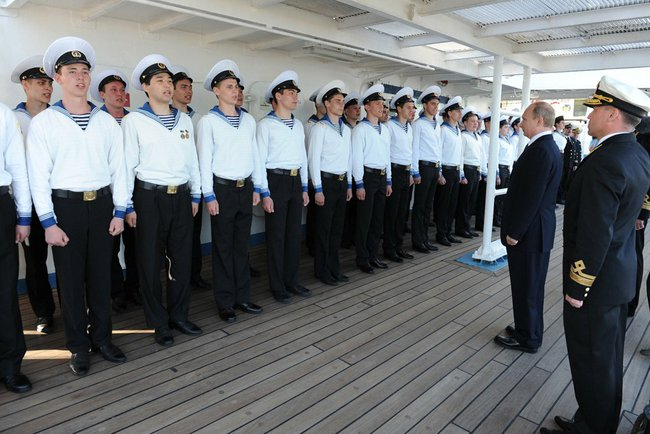
Команда российского учебного парусника «Мир», 2014
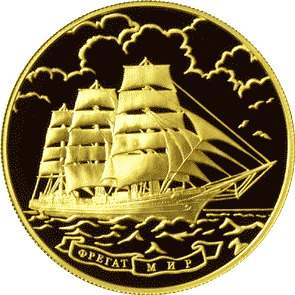
Памятная золотая монета России, 2006
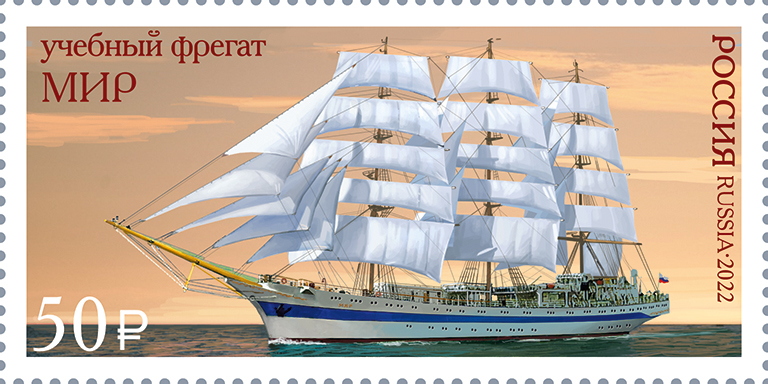
Марка Почты России, 2022 год

В 2008 году выполнял роль галиота «Секрет» на празднике Алые паруса в Санкт-Петербурге.
В 2015 году прошел по маршруту полярных конвоев и заходил порт Мурманск и 11-15 июня порт Архангельск, где его 13 июня посетил патриарх Кирилл.